# Washo
Cet article concerne la langue washo. Pour le peuple washo, voir Washos.
Le washo (wáˑšiw, aussi écrit wášiw, en washo) est une langue isolée  parlée aux États-Unis, en Californie et au Nevada dans la région du lac Tahoe. Le washo est rattaché à l'hypothétique groupe des langues hokanes.
Le washo n'est plus parlé que par une dizaine de personnes sur une population de 1 500 Washos. La langue est quasiment éteinte.

## Nom
Le terme Washoe est le nom officiel de la tribu depuis 1934. La graphie washo est principalement utilisée en anthropologie ou en linguistique. Le terme wášiw est le plus fréquemment utilisé par les locuteurs, la graphie wáˑšiw a été adoptée par le département de culture et langue de la Tribu washoe (en), la graphie wá:šiw est utilisée dans le Washo Project de l’université de Chicago.

## Écriture
Une orthographe washo a été développée pour des cours de langue et basée sur la notation phonétique américaniste.
| a | b | c̓ | d | e | g | h | i | ɨ | k | k̓ | l | L | m | M | n |
| Ŋ | o | p | p̓ | s | t | t̓ | u | w | W | y | Y | ʒ | ŋ | š | ʔ |

La quantité de longueur de voyelle est indiquée avec le demi chrone, par exemple ‹ aˑ ›, ou parfois le point médian ‹ a· ›, dans cet orthographe.
Le Washo Project utilise une orthographe révisée, replaçant les lettres avec la virgule suscrite par des digrammes avec une apostrophe, le ʒ par le z, et le deux-points indique la quantité de longueur de voyelle ‹ a: ›.
| a | b | c’ | d  | e | g | h  | i | ɨ | k | k’ | l | L | m | M | n |
| Ŋ | o | p  | p’ | s | t | t’ | u | w | W | y  | Y | z | ŋ | š | ʔ |

## Sources
- (en) William Horton Jacobsen Jr., A grammar of the Washo language (mémoire de PhD), University of California, Berkeley, 15 aout 1964 (lire en ligne)
- (en) William Horton Jacobsen Jr., Beginning Washo, Nevada State Museaum, décembre 1996 (lire en ligne)
- (en) Werner Winter, « Reduplication in Washo: a restatement », International Journal of American Linguistics, vol. 36, no 3,‎ 1970 (DOI 10.1086/465110, lire en ligne)
- (en) M. Ryan Bochnak, Emily A. Hanink et Alan Chi Lun Yu, « Wáˑšiw », dans Carmen Dagostino, Marianne Mithun, Keren Rice, The Languages and Linguistics of Indigenous North America, vol. 2, Walter de Gruyter, coll. « WOL », 2024 (DOI 10.1515/9783110712742-048, lire en ligne), chap. 48